# Palestina do Pará
Palestina do Pará – miasto i gmina w Brazylii, w stanie Pará. Znajduje się w mezoregionie Sudeste Paraense i mikroregionie Marabá.